# Metlakatla
Metlakahtla è una località dell'Alaska sud-orientale (USA). Nel 2011 aveva una popolazione di 1 419 abitanti.

## Geografia - clima
È situata sulla costa ovest di Annette Island, 24 km a sud di Ketchikan, e, per via aerea, a 3 ore di volo da Anchorage ed a un'ora e mezzo da Seattle.
Le temperature vanno da -2 °C a  +6 °C in gennaio e da 2 °C a 11 °C in luglio.

## Storia

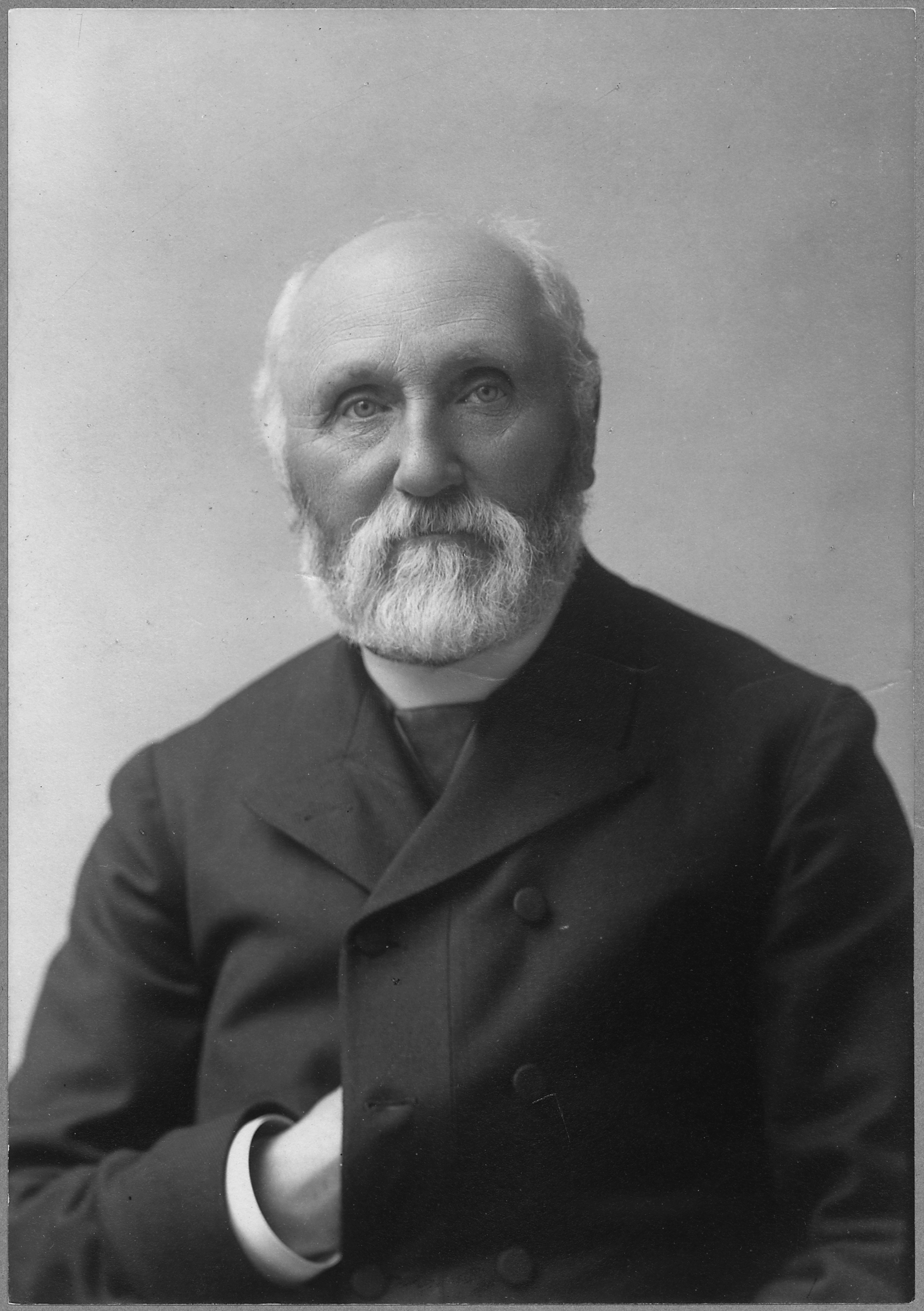
William Duncan

Metlakatla significa, in lingua tsimshian, passaggio del canale di acqua salata. Venne fondata da un gruppo di Tsimshian, guidati da un pastore anglicano, William Duncan, venuti da Prince Rupert in Colombia Britannica nel 1887, in cerca di libertà religiosa. 
In un primo momento la città era stata denominata "Nuova Metlakatla" perché molti indigeni arrivavano da un villaggio avente lo stesso nome, in Columbia Britannica (oggi "Old Metlakatla").
Duncan nel 1886, andò a Washington per domandare al presidente Grover Cleveland una terra per ospitare i suoi fedeli. venne scelta l'isola Annette, e nel 1890, aveva già 823 abitanti. Il Congresso, poi, dichiarò l'isola riserva federale nel 1891.
Duncan guidò la comunità fino alla sua morte nel 1918.
Nel 1927, la comunità costruì una centrale idro-elettrica e durante la Seconda Guerra mondiale, l'esercito americano installò una base aerea à qualche chilometro dalla città, che fu in seguito utilizzata per voli commerciali.

## Galleria d'immagini

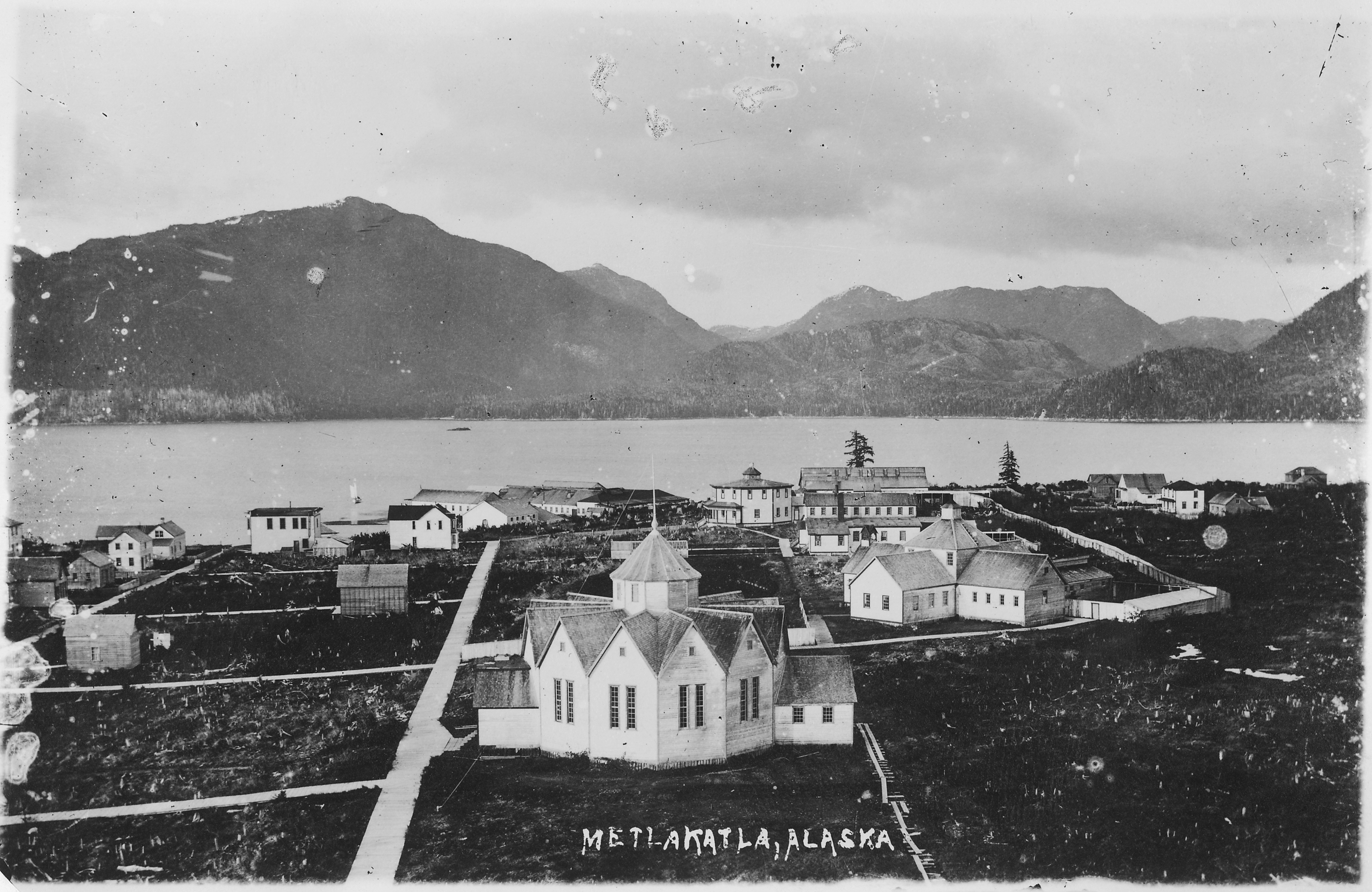
Vista di Metlakahtla, nel 1889.
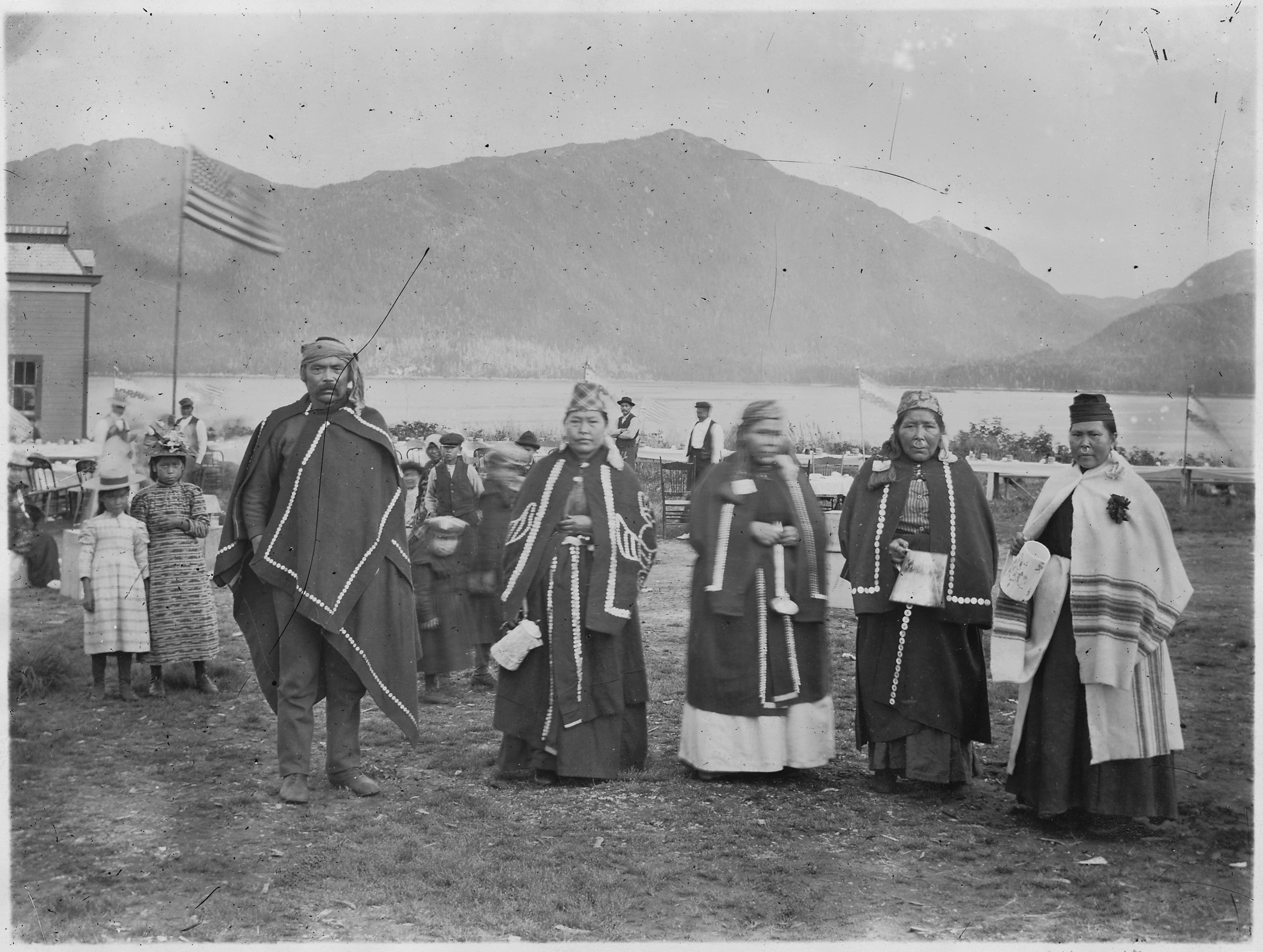
Un gruppo di Nativi dell'Alaska a Metlakatla, c.1900
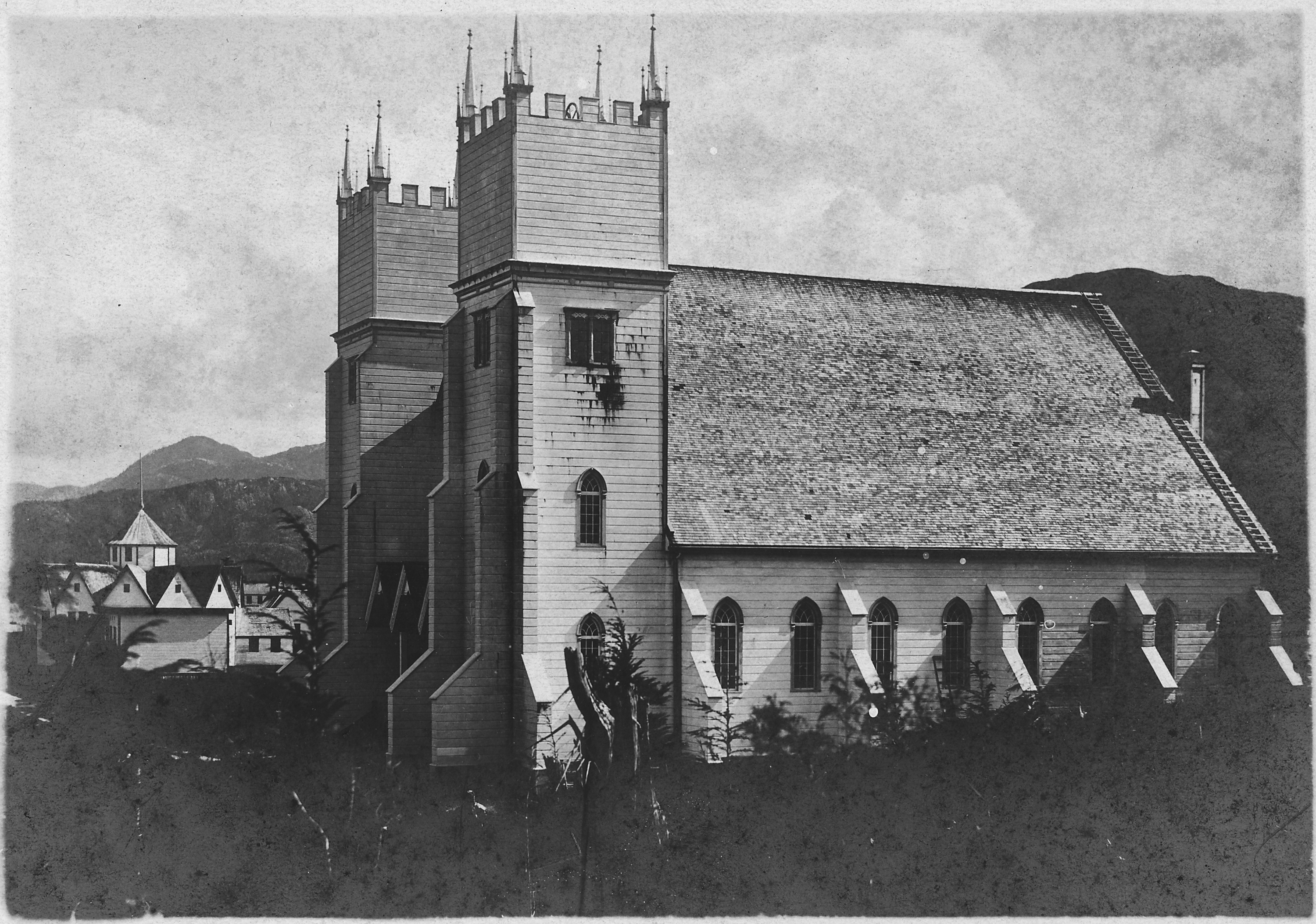
La chiesa della missione di Metlakahtla, inizi del XX secolo
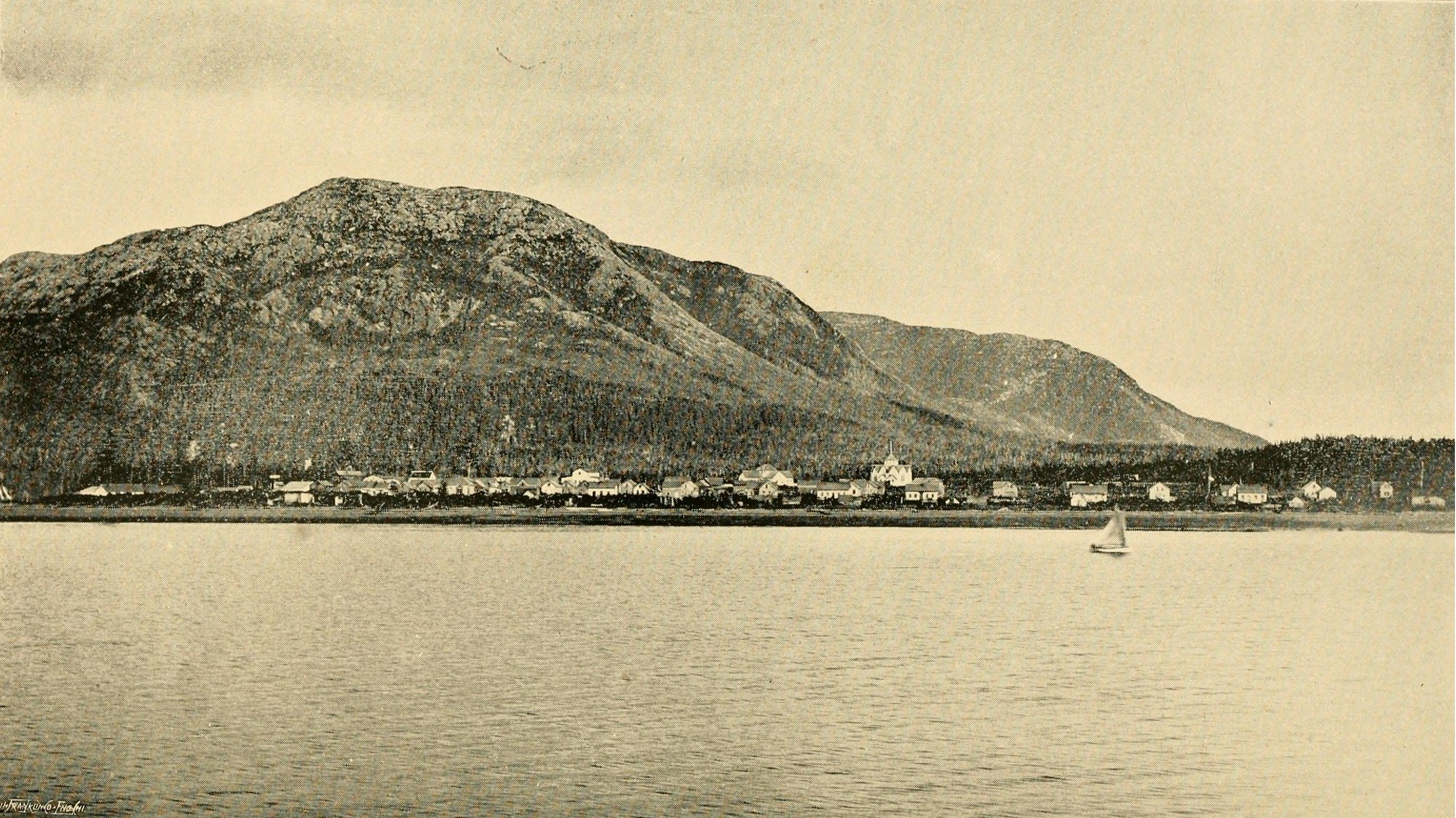
Metlakatla come appariva verso il 1890.